# Alafors
Alafors är en del av tätorten Nödinge-Nol i Ale kommun, belägen i Starrkärrs socken vid E45, cirka 1 km öster om Göta älv.

## Historia
Genom att utnyttja vattenkraft från närliggande sjösystem, via fördämningen Hälltorpssjön, kunde bland andra Göteborgsköpmannen Alexander Keiller bygga Ahlafors spinneri, som stod färdig 1855. Verksamheten ombildades 1888 till Ahlafors Nya Spinneri A/B. Bland disponenterna på fabriken fanns bland andra Wilhelm Freding, vars namn i samhället fortlever i Fredings väg. Spinneriverksamheten upphörde 1966.
För att få ner priserna på livsmedel bildades i början av 1900-talet Ahlafors Arbetares Handels-Aktiebolag, som en av föregångarna till Konsum.
År 1970 växte orten ihop med stationssamhället Nol och bildade en gemensam tätort, som 1990 växte samman med Nödinge, då tätorten fick namnet Nödinge-Nol. 

### Befolkningsutveckling
| Befolkningsutvecklingen i Alafors 1960–1965 | Befolkningsutvecklingen i Alafors 1960–1965 | Befolkningsutvecklingen i Alafors 1960–1965 | Befolkningsutvecklingen i Alafors 1960–1965 | Befolkningsutvecklingen i Alafors 1960–1965 |
| ------------------------------------------- | ------------------------------------------- | ------------------------------------------- | ------------------------------------------- | ------------------------------------------- |
|                                             |                                             |                                             |                                             |                                             |
| År                                          |                                             |                                             | Folkmängd                                   |                                             |
| 1960                                        | 1960                                        |                                             | 972                                         |                                             |
| 1965                                        | 1965                                        |                                             | 1 139                                       |                                             |
| Anm.: Sammanvuxet med Nol 1970.             |                                             |                                             |                                             |                                             |

## Samhället
I Alafors ligger Ale kommunhus, vars fasad har stora emaljkonstverk av Endre Nemes som syns från E45. Här finns en servicebutik med pizzeria, medborgarhus, idrottshall, skidanläggningen Alebacken och folkparken Furulundsparken.
Alafors medborgarhus används bland annat som biograf, men även för annat, som möten, fester och andra arrangemang.
Sedan 1996 har bland andra mikrobryggeriet Ahlafors bryggerier och Ahlafors IF lokaler i den gamla fabriksbyggnaden.

## Utbildning
I Alafors finns tre förskolor och två grundskolor, den kommunala Himlaskolan (F-6) och den fristående Ahlafors fria skola(F-9) med Motessoribaserad undervisning.

## Idrott
En av ortens lokala idrottsföreningar är Ahlafors IF, som bildades 1913 av arbetare på spinnerifabriken. Hemmamatcherna i fotboll spelas på planen Sjövallen invid Hälltorpssjön. Under säsongerna 2008 och 2009 spelade herrlaget i division 2 Västra Götaland. Föreningen driver också festplatsen Furulundsparken. 
I närheten av Furulund finns skidbacken Alebacken som drivs av den ideella föreningen Alebacken SK. Inför vintersäsongen 2009-2010 gjordes utbyggnader med nytt liftsystem och högre fallhöjd. Sedan vintersäsongen 2012-2013 finns även en barnbacke med separat knapplift. I backen anordnades 2015 och 2016 Sveriges största snowboardtävling, Ale Invite, med många internationella deltagare.   
Ale kommuns enda basketförening – Ale basket – spelar sina matcher och tränar i Ledethallen i Alafors.   

## Bilder

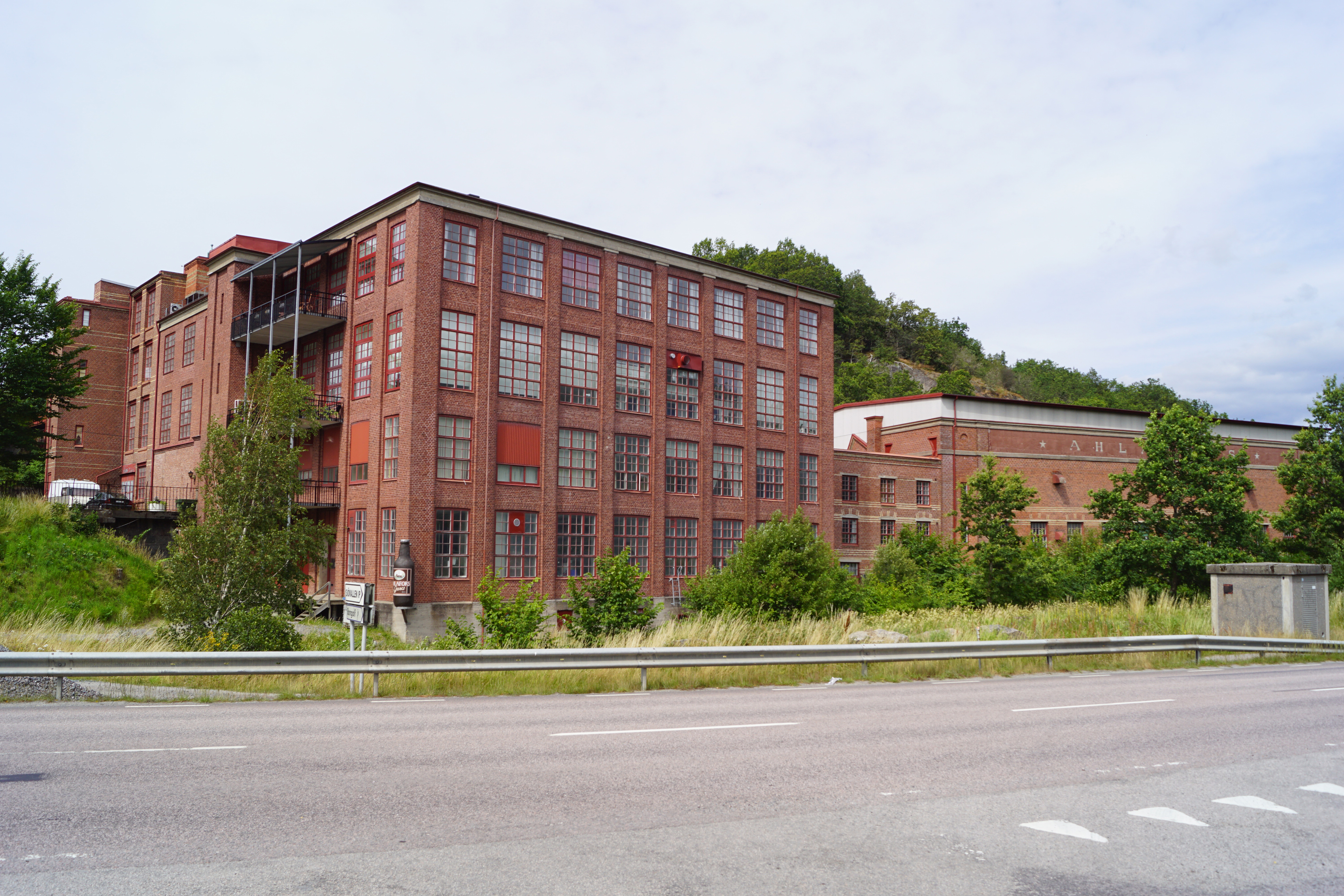
Ahlafors Spinneri.
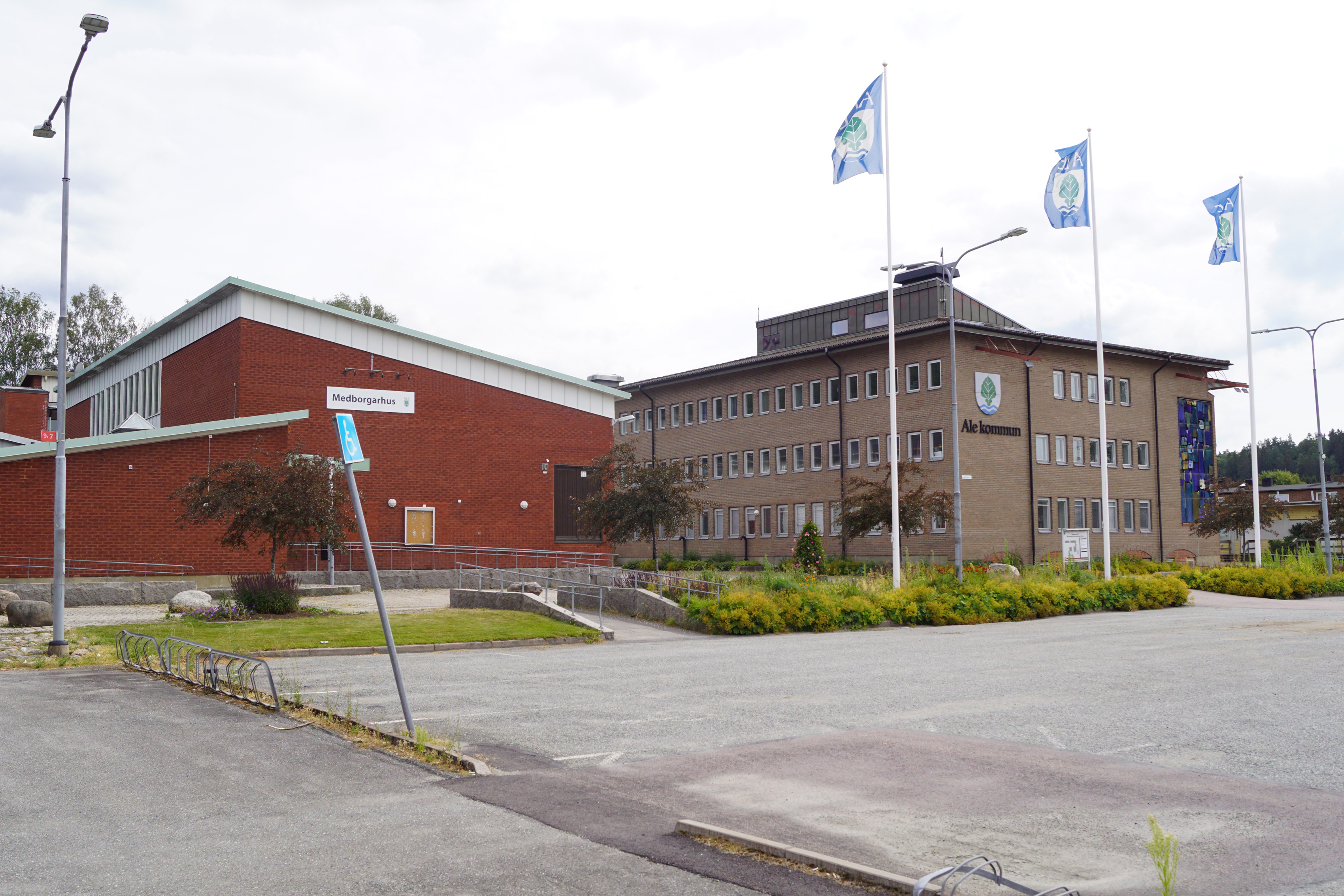
Ale kommunhus med Medborgarhuset.
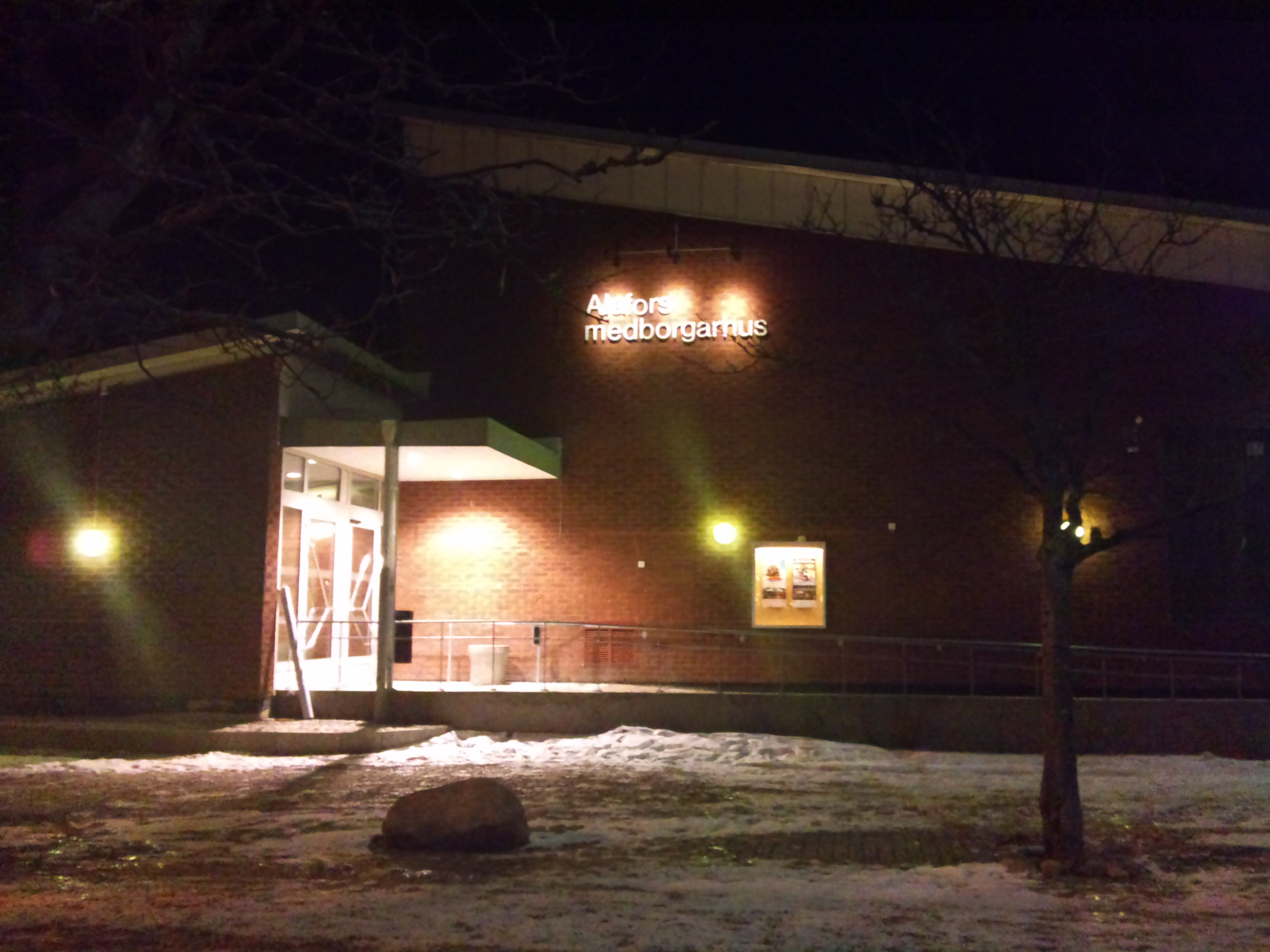
Medborgarhuset.
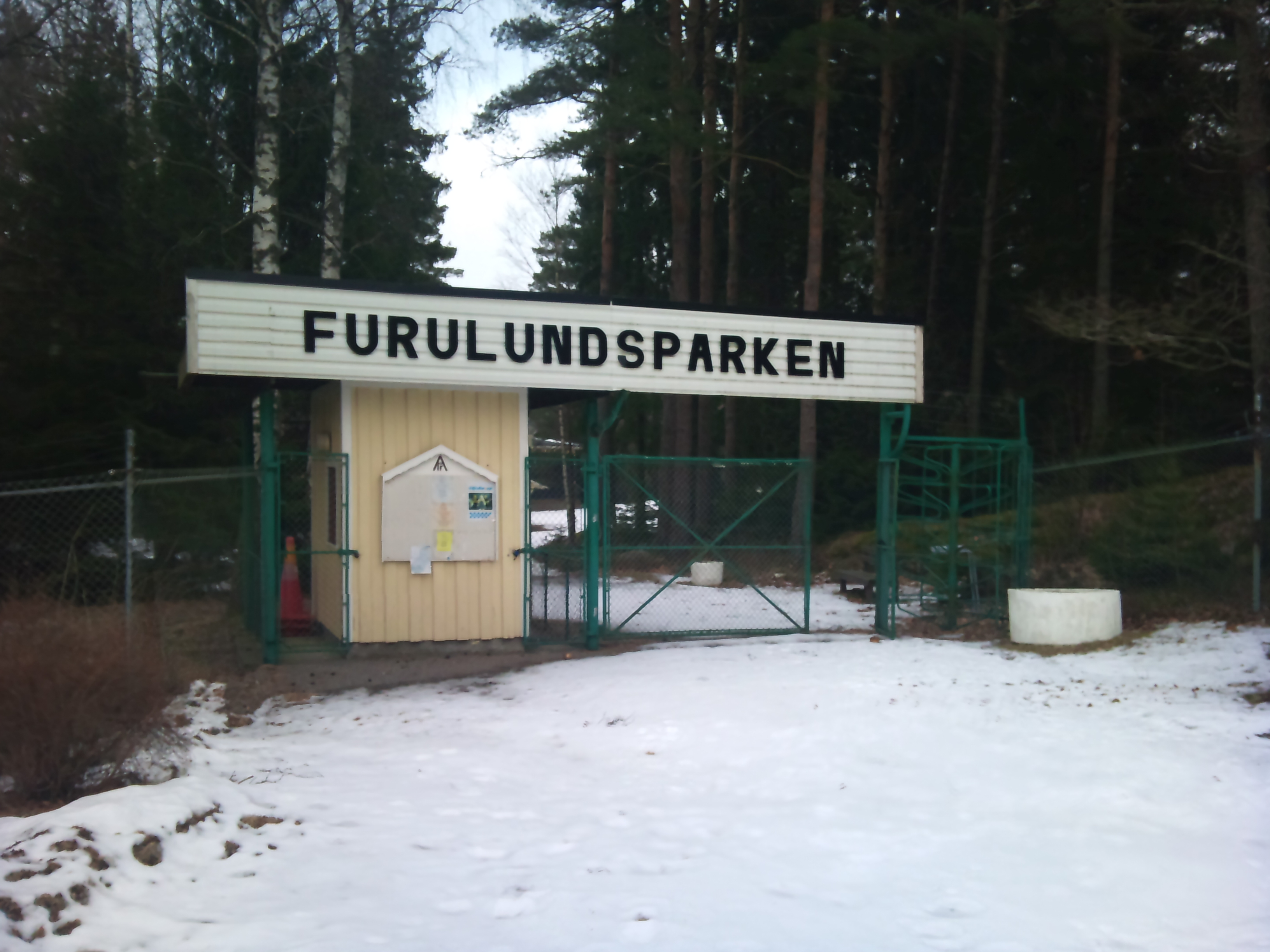
Furulunds folkets park.